# Dvanajststrana prizma
| Dvanajststrana prizma         | Dvanajststrana prizma                                     |
| ----------------------------- | --------------------------------------------------------- |
|                               |                                                           |
| vrsta                         | prizmatični uniformni polieder                            |
| elementi                      | F = 14, E = 36, V = 24 (χ = 2)                            |
| stranske ploskve po straneh   | 12{4} + 2{12}                                             |
| Schläflijevi simboli          | t{2,12} ali {12}x{}                                       |
| Wythoffov simbol              | 2 12 \| 2 2 2 6 \|                                        |
| Coxeter-Dinkinovi diagrami    |                                                           |
| simetrija                     | Oh, B3, [4,3], (*432), reda 48 Td, [3,3], (*332), reda 24 |
| D12h, [12,2], (*12.2.2), reda |                                                           |
| vrtilna grupa                 | D12, [12,2]+, (12.2.2), reda 24                           |
| sklici                        | U76(j)                                                    |
| značilnosti                   | konveksna zonoeder                                        |
| oblika oglišča 4.4.12         |                                                           |

Dvanajstrana prizma je v geometriji deseta v neskončni množici prizem. 
Vse njene stranske ploskve so pravilne. Je polpravilni polieder.

## Uporaba
Uporablja se pri konstrukciji dveh prizmatičnih uniniformnih satovij:
| Omniprisekano trikotno-šestkotno prizmatično satovje | prisekano šestkotno prizmatično satovje |

## Zunanjepovezave
- Weisstein, Eric Wolfgang. »Prism«. MathWorld.